# The Amityville Horror (série de filmes)
A série de filmes The Amityville Horror é uma série de filmes de terror americanos que atualmente consiste em 21 filmes. Os filmes centram-se em eventos em uma casa mal-assombrada em Amityville, Nova York, conforme descrito no livro de 1977 de Jay Anson com o mesmo nome. O primeiro filme, lançado no verão de 1979, foi um grande sucesso de bilheteria e se tornou um dos filmes independentes de maior sucesso comercial de todos os tempos. Uma série de seqüências seria lançada ao longo dos anos 80 e até os anos 1990, através de vários distribuidores; alguns dos filmes lançados no cinema, enquanto outros foram lançados diretamente em vídeo. Em 2005, um refilmagem do primeiro filme foi lançada.
A partir de 2011, houve um ressurgimento de filmes independentes de baixo custo, direto para vídeo, baseados nos acontecimentos de Amityville.
Em 2017, a The Weinstein Company e a Dimension Films distribuíram o primeiro grande filme no cinema de Amityville desde o relançamento de 2005, Amityville: The Awakening, que foi filmado em 2014. Foi lançado nos cinemas do Brasil em 14 de setembro de 2017 e nos Estados Unidos em 28 de outubro de 2017.

## Filmes
| Filme                            | Data de lançamento      | Tipo                          | Diretor                           | Escritor                                            | Notas                               |
| -------------------------------- | ----------------------- | ----------------------------- | --------------------------------- | --------------------------------------------------- | ----------------------------------- |
| The Amityville Horror            | 27 de julho de 1979     | Cinema                        | Stuart Rosenberg                  | Sandor Stern                                        |                                     |
| Amityville II: The Possession    | 24 de setembro de 1982  | Cinema                        | Damiano Damiani                   | Tommy Lee Wallace Dardano Sacchetti (não creditado) |                                     |
| Amityville 3-D                   | 18 de novembro de 1983  | Cinema, 3D                    | Richard Fleischer                 | William Wales                                       | Amityville III: The Demon           |
| Amityville: The Evil Escapes     | 12 de maio de 1989      | Filme para TV                 | Sandor Stern                      | Sandor Stern                                        | Amityville Horror: The Evil Escapes |
| The Amityville Curse             | 7 de maio se 1990       | Diretamente em vídeo          | Tom Berry                         | Michael Krueger, Doug Olson, e Norvell Rose         |                                     |
| Amityville 1992: It's About Time | 16 de julho de 1992     | Diretamente em vídeo          | Tony Randel                       | Christopher DeFaria e Antonio Toro                  | Amityville: It's About Time         |
| Amityville: A New Generation     | 29 de setembro de 1993  | Diretamente em vídeo          | John Murlowski                    | Christopher DeFaria e Antonio Toro                  |                                     |
| Amityville Dollhouse             | 2 de outubro de 1996    | Diretamente em vídeo          | Steve White                       | Joshua Michael Stern                                |                                     |
| The Amityville Horror            | 14 de abril de 2005     | Cinema                        | Andrew Douglas                    | Scott Kosar                                         |                                     |
| The Amityville Haunting          | 13 de dezembro de 2011  | Diretamente em vídeo          | Geoff Meed                        | Geoff Meed                                          |                                     |
| The Amityville Asylum            | 3 de junho de 2013      | Diretamente em vídeo          | Andrew Jones                      | Andrew Jones                                        |                                     |
| Amityville Death House           | 24 de fevereiro de 2015 | Diretamente em vídeo          | Mark Polonia                      | John Oak Dalton                                     |                                     |
| The Amityville Playhouse         | 13 de abril de 2015     | Lançamento limitado no cinema | John R. Walker                    | John R. Walker e Steve Hardy                        | The Amityville Theater              |
| Amityville: Vanishing Point      | 1 de abril de 2016      | Diretamente em vídeo          | Dylan Greenberg                   | Dylan Greenberg Selena Mars e Jurgen Azazel Munster |                                     |
| The Amityville Legacy            | 7 de junho de 2016      | Diretamente em vídeo          | Dustin Ferguson e Michael Johnson | Dustin Ferguson e Michael Johnson                   |                                     |
| The Amityville Terror            | 2 de agosto de 2016     | Diretamente em vídeo          | Michael Angelo                    | Michael Angelo                                      |                                     |
| Amityville: No Escape            | 5 de agosto de 2016     | Diretamente em vídeo          | Henrique Couto                    | Henrique Couto                                      |                                     |
| Amityville Exorcism              | 3 de janeiro de 2017    | Diretamente em vídeo          | Mark Polonia                      | Billy D'Amato                                       |                                     |
| Amityville Prison                | 15 de setembro de 2017  | Lançamento limitado no cinema | Brian Cavallaro                   | Brian Cavallaro                                     | Against the Night                   |
| Amityville: The Awakening        | 28 de outubro de 2017   | Lançamento limitado no cinema | Franck Khalfoun                   | Franck Khalfoun                                     |                                     |
| The Amityville Murders           | 9 de outubro de 2018    | Lançamento limitado no cinema | Daniel Farrands                   | Daniel Farrands                                     |                                     |

## Lançamento

### Produtores e distribuidores
Os filmes foram, em vários momentos, de propriedade de várias empresas de produção e distribuição diferentes internacionalmente e nos Estados Unidos. American International Pictures produziu e lançou o filme original, antes que a Orion Pictures comprasse os direitos do filme, bem como II e 3-D. Metro-Goldwyn-Mayer (MGM) agora possui filmes de um a 3-D, e os lançou em um box set em 2005. Enquanto o quarto filme foi um lançado para a televisão na NBC, foi lançado várias vezes por empresas de distribuição independentes nos últimos anos (um dos quais foi Vidmark, que também lançou Curse; o Vidmark agora pertence à Lionsgate). FremantleMedia North America possui direitos de distribuição para Amityville 4: The Evil Escapes, It's About Time e A New Generation.

### Bilheteria
| Filme                         | Data de lançamento     | Orçamento      | Receita        | Ref.        |
| ----------------------------- | ---------------------- | -------------- | -------------- | ----------- |
| The Amityville Horror         | 27 de julho de 1979    | US$ 4,700,000  | US$ 86,432,000 | [ 3 ] [ 4 ] |
| Amityville II: The Possession | 24 de setembro de 1982 | US$ 5,000,000  | US$ 12,534,817 | [ 5 ]       |
| Amityville 3-D                | 18 de novembro de 1983 | US$ 6,000,000  | US$ 6,333,135  | [ 6 ]       |
| The Amityville Horror         | 14 de abril de 2005    | US$ 19,000,000 | US$ 65,233,369 | [ 7 ]       |
| Amityville: The Awakening     | 28 de outubro de 2017  | —              | US$ 7,236,992  | [ 8 ]       |

### Recepção da crítica
| Filme                          | Avaliação       | Avaliação  | Avaliação |
| Filme                          | Rotten Tomatoes | Metacritic | IMDb      |
| ------------------------------ | --------------- | ---------- | --------- |
| The Amityville Horror          | 24%             | 32         | 6.2       |
| Amityville II: The Possession  | 6%              | —          | 5.2       |
| Amityville 3-D                 | 5%              | —          | 4         |
| Amityville 4: The Evil Escapes | 0%              | —          | 4.3       |
| The Amityville Curse           | 17%             | —          | 3         |
| Amityville: It's About Time    | 13%             | —          | 4.4       |
| Amityville: A New Generation   | 0%              | —          | 3.7       |
| Amityville: Dollhouse          | —               | —          | 4.1       |
| The Amityville Horror (2005)   | 24%             | 33         | 5.9       |
| The Amityville Haunting        | —               | —          | 2.8       |
| The Amityville Asylum          | —               | —          | 2.8       |
| Amityville Death House         | —               | —          | 2.8       |
| The Amityville Playhouse       | —               | —          | 1.9       |
| Amityville: No escape          | TBA             | TBA        | 4.4       |
| Amityville: Vanishing Point    | TBA             | TBA        | 2.9       |
| The Amityville Legacy          | TBA             | TBA        | 3.1       |
| Amityville Terror              | TBA             | TBA        | 3.2       |
| Amityville: The Awakening      | 28%             | 42         | 4.8       |